# Biểu tượng đồng tính
Biểu tượng đồng tính (gay icon) là một nhân vật công chúng được cộng đồng LGBT đánh giá cao nhờ sự ủng hộ của họ đối với quyền và hoạt động của cộng đồng LGBT, hoặc vì chính bản thân họ là một thành viên nổi bật của cộng đồng. Các tổ chức truyền thông như GLAAD (Gay and Lesbian Alliance Against Defamation) thường xuyên công nhận những biểu tượng này vì những đóng góp của họ đối với cộng đồng LGBT.
Những biểu tượng đồng tính được công nhận rộng rãi nhất thường là những người nổi tiếng thu hút được lượng lớn người hâm mộ LGBT, chẳng hạn như Judy Garland, Diana Ross, Madonna, Janet Jackson, Cher, và Lady Gaga. Tuy nhiên, thuật ngữ này cũng được áp dụng cho các chính trị gia, tác giả và các nhân vật lịch sử khác được coi là có liên quan đến các mục tiêu đấu tranh của cộng đồng LGBT.
Nhiều biểu tượng đồng tính là những người nổi tiếng trong ngành giải trí, tuy nhiên, danh hiệu này cũng được áp dụng cho các nhân vật trong chính trị, lịch sử, thể thao, văn học và các phương tiện truyền thông khác. Những nghệ sĩ nổi tiếng được coi là biểu tượng đồng tính thường lồng ghép các chủ đề về sự chấp thuận người đồng tính, tình yêu bản thân và xu hướng tính dục trong tác phẩm của họ. Các biểu tượng đồng tính thuộc tất cả các xu hướng tính dục đều thừa nhận tầm quan trọng của những người hâm mộ đồng tính đối với thành công của họ. Các chính trị gia được coi là biểu tượng đồng tính thường đạt được vị thế của họ trong cộng đồng LGBT vì luôn ủng hộ và vận động cho quyền lợi của LGBT.

## Các nhân vật lịch sử

### Sappho của đảo Lesbos
Sappho của đảo Lesbos là một nhà thơ Hy Lạp cổ đại nổi tiếng với việc sáng tác những bài thơ mang nhiều màu sắc cảm xúc về phụ nữ. Các hình ảnh gợi dục đồng tính được nhận thấy trong các bài thơ của Sappho đã khiến bà trở thành một biểu tượng cho chủ nghĩa đồng tính nữ - tên Sappho và hòn đảo quê hương của cô truyền cảm hứng cho các thuật ngữ sapphic và lesbian (lesbian) tương ứng. Xu hướng tính dục và các chủ đề trong thơ Sappho là những đề tài được các học giả thảo luận và tái diễn giải một cách rộng rãi.

### Thánh Sebastian

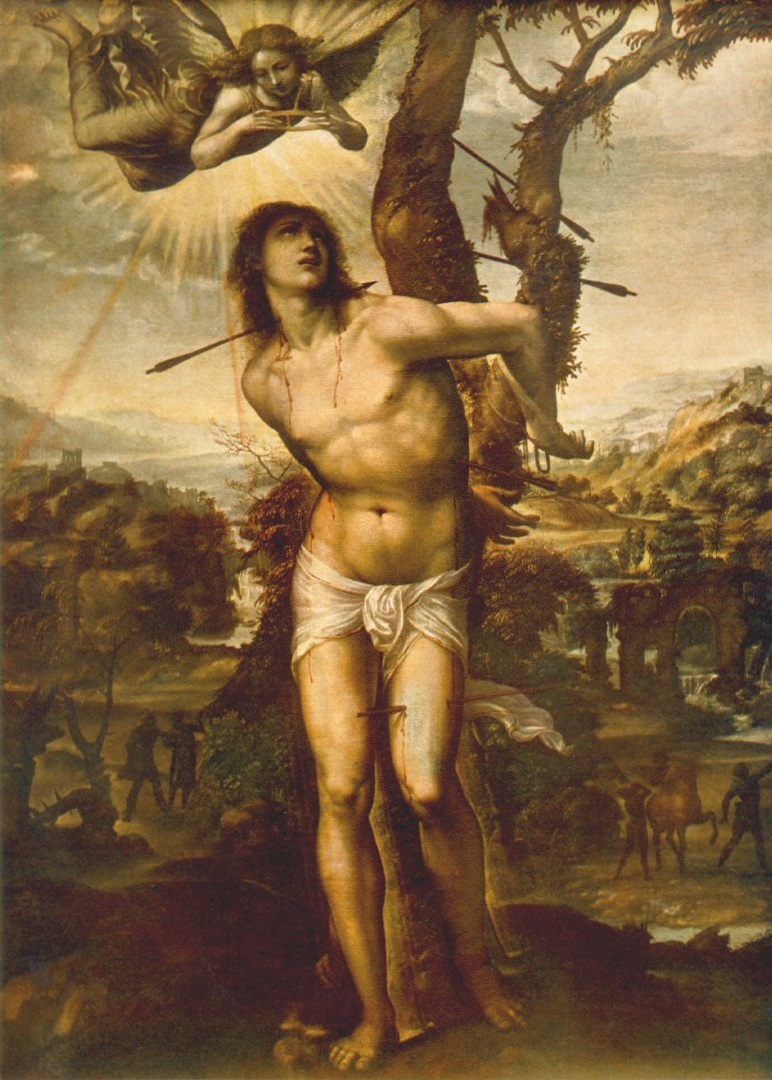
Thánh Sebastian, biểu tượng đồng tính nam đầu tiên được ghi nhận trong lịch sử

Thánh Sebastian, vị thánh tử đạo Kitô giáo vào thế kỷ thứ 3 là một trong những biểu tượng đồng tính nam được biết đến sớm nhất vì cách ngài được miêu tả trong tác phẩm nghệ thuật như một thanh niên xinh đẹp nhưng thống khổ. Nhà sử học Richard A. Kaye cho rằng: "Những người đồng tính nam đương thời đã nhận thấy ở Sebastian ngay lập tức một hình tượng đại diện tuyệt vời cho ham muốn tình dục đồng giới (nói cách khác, một hình ảnh gợi dục đồng tính lý tưởng), và một hình ảnh nguyên mẫu của một trường hợp đồng tính chưa công khai bị dày vò."
Vào những năm 1890, nhà thơ người Ireland Oscar Wilde, một biểu tượng đồng tính khác từng bị giam giữ và lưu đày vì xu hướng tính dục của mình, đã lấy bút danh "Sebastian Melmoth" theo tên vị thánh. Nhà viết kịch đồng tính Tennessee Williams đã sử dụng tên của vị thánh cho nhân vật tử vì đạo Sebastian trong vở kịch viết năm 1957 của ông, Suddenly, Last Summer.

### Maria Antonia của Áo
Trước Cách mạng Pháp, những người chống đối chế độ quân chủ Pháp thường xuyên tung ra những tuyên truyền khiêu dâm cáo buộc Maria Antonia có quan hệ đồng tính nữ với Princesse de Lamballe. Mặc dù những tin đồn về xu hướng tính dục của Antonia là vô căn cứ, chúng vẫn dẫn đến việc bà được coi là biểu tượng đồng tính nữ thời kỳ đầu trong các tác phẩm của các tác giả đồng tính, chẳng hạn như The Well of Loneliness (1928) của Radclyffe Hall và The Maids của Jean Genet (1947).

### Diana, Vương phi xứ Wales
Diana, Vương phi xứ Wales, được coi là biểu tượng của người đồng tính và được cộng đồng LGBT đánh giá cao bởi những nỗ lực kết nối với người đồng tính nam mắc bệnh AIDS của bà. Những khó khăn mà bà phải đối mặt trong cuộc sống của mình với tư cách là thành viên gia đình hoàng gia Anh và cuộc đấu tranh của bà với chứng cuồng ăn được coi là những yếu tố gây đồng cảm với nhiều thành viên của cộng đồng LGBT. Trong một bài viết cho tạp chí Them, David Levesley mô tả Diana như một "biểu tượng của sự áp bức từ gia đình mà nhiều người queer hiểu rõ" và nói thêm rằng "những người queer ngưỡng mộ bà ấy vì bà đã có thể chịu đựng được một tình cảnh tồi tệ trong một khoảng thời gian dài. Còn gì đậm chất queer hơn hình ảnh một người phụ nữ tuyệt vời bị mắc kẹt trong một ngôi nhà ảm đạm?" James Greig từ tờ Vice cũng có quan điểm tương tự và cho rằng: "Ngoài hình ảnh của bà như một diva bi kịch, không thể phủ nhận rằng Diana đã tạo ra những thay đổi thực sự, về mặt vật chất trong cuộc sống của những người LGBT - đặc biệt là thông qua những công tác của bà xung quanh đại dịch AIDS." Trong một bài báo cho Newsweek, Desmond O'Connor đã cho rằng việc Diana làm việc với những người đồng tính nam sắp qua đời vì dương tính với HIV là vô cùng quan trọng trong việc nhắc nhở "người dân Vương quốc Anh rằng những đứa con trai 'không thể chạm tới' của họ vẫn xứng đáng được yêu thương."
Năm 2009, một hội đồng bao gồm Sir Ian McKellen và Alan Hollinghurst đã quyết định trưng bày chân dung của Diana trong triển lãm Biểu tượng đồng tính ở Phòng trưng bày Chân dung Quốc gia tại London. Vào tháng 10 năm 2017, tạp chí Attitude đã vinh danh Diana với Giải thưởng Di sản cho công trình phòng chống HIV / AIDS của cô. Hoàng tử Harry đã thay mặt mẹ mình nhận giải thưởng.

## Những người nổi tiếng hiện đại

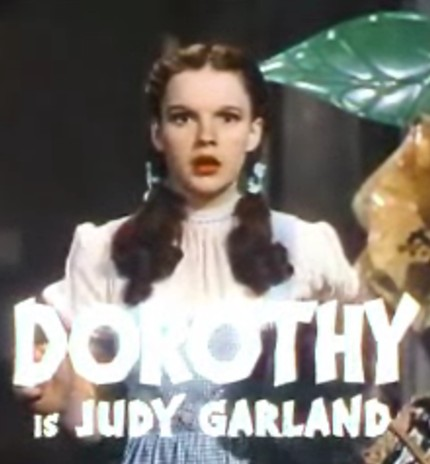
Judy Garland, được cho là biểu tượng đồng tính nổi tiếng nhất, đóng vai Dorothy Gale trong phim The Wizard of Oz (1939)

### July Garland
Nữ ca sĩ kiêm diễn viên người Mỹ Judy Garland vô cùng nổi tiếng trong giới đồng tính nam nhờ sự nhạy cảm đối với chủ nghĩa camp của bà, và được coi là "biểu tượng đồng tính tinh túy thời tiền Stonewall".
Trong những năm 1950, cụm từ bạn của Dorothy được sử dụng như một thuật ngữ tiếng lóng chỉ những người đồng tính luyến ái. Thuật ngữ này được cho là bắt nguồn từ cả tác giả người Mỹ và biểu tượng đồng tính nam Dorothy Parker, cũng như vai diễn nổi bật của Garland - Dorothy Gale trong phim The Wizard of Oz.

### Cher
Cher thường xuyên được coi là một trong những biểu tượng đồng tính nổi bật nhất hiện nay.

### Madonna
Ca sĩ nhạc pop Madonna đã trở thành một biểu tượng đồng tính nổi bật trong những năm 1980. Nhà báo Steve Gdula của tạp chí The Advocate nhận xét rằng "trong những năm 1980 và thậm chí đầu những năm 1990, việc phát hành một video hoặc đĩa đơn mới của Madonna giống như một ngày lễ quốc gia, ít nhất là đối với những người hâm mộ đồng tính của cô." Gdula cũng cho rằng trong giai đoạn này, cùng với sự lan rộng của đại dịch AIDS, "khi các nghệ sĩ khác cố gắng tạo khoảng cách với chính những khán giả đã tạo nên tên tuổi của họ, Madonna lại hướng ánh sáng về phía với những người hâm mộ đồng tính của cô ấy và khiến ánh sáng ấy thêm rực rỡ hơn."

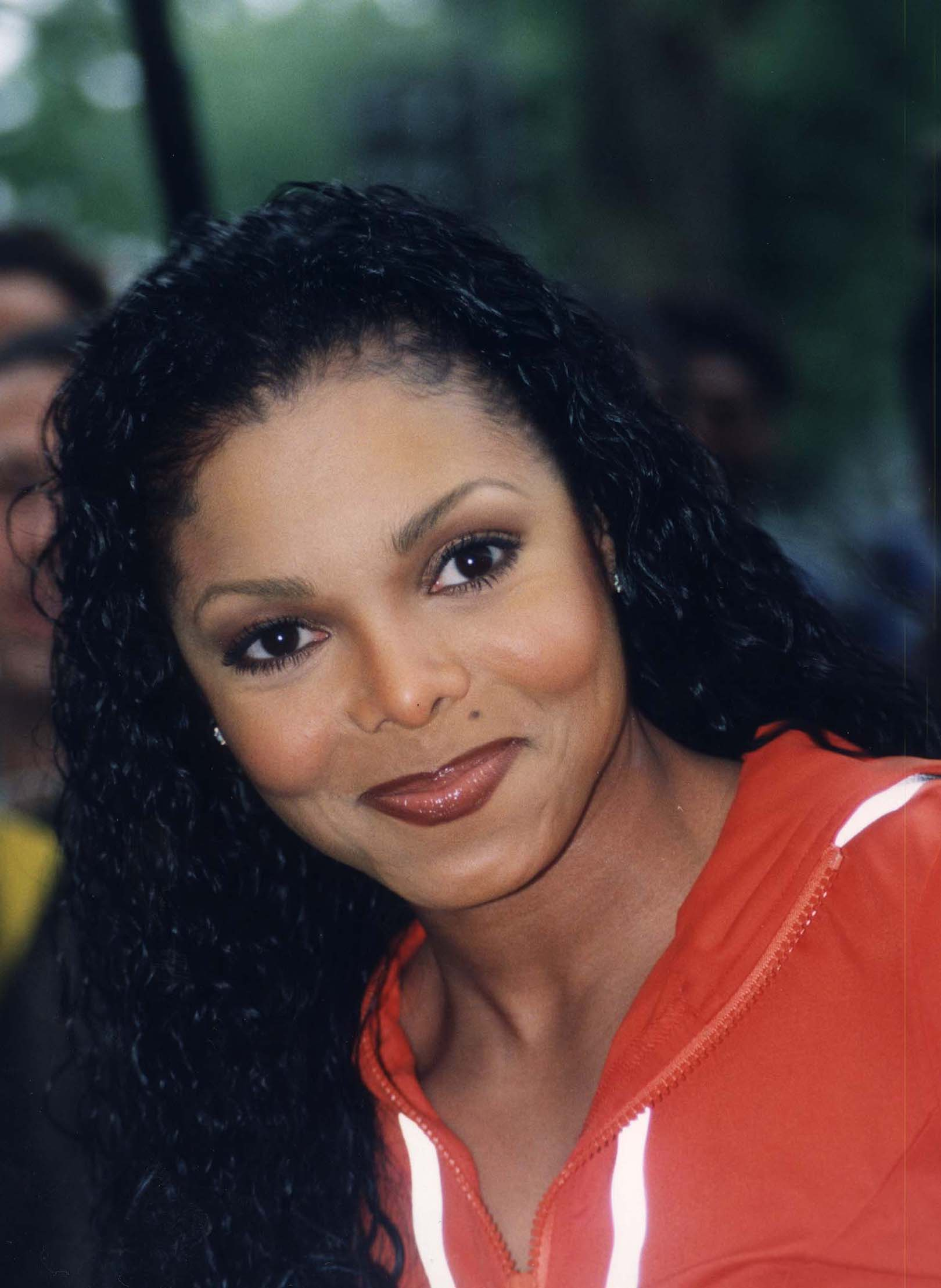
Janet Jackson, 1998

### Janet Jackson
Janet Jackson đã thu hút được một lượng lớn người hâm mộ LGBT trong suốt những năm 1990 cùng với album phòng thu của bà, The Velvet Rope (1997). Album đã được Diễn đàn Lãnh đạo Đồng tính nam và Đồng tính nữ Da đen Quốc gia vinh danh và được trao giải Album âm nhạc xuất sắc tại Giải thưởng truyền thông GLAAD thường niên lần thứ 9 năm 1998 cho các bài hát đề cập đến xu hướng tính dục và kỳ thị đồng tính. Vào ngày 26 tháng 4 năm 2008, bà đã nhận được Giải thưởng Vanguard - một giải thưởng truyền thông của GLAAD - để tôn vinh đóng góp của bà cho việc thúc đẩy bình đẳng cho người LGBT trong ngành giải trí. Chủ tịch GLAAD Neil G. Giuliano nhận xét, "Jackson có lượng lớn người hâm mộ to lớn thuộc cộng đồng LGBT cũng như ngoài cộng đồng, và việc bà sát cánh cùng chúng tôi chống lại sự phỉ báng mà những người LGBT vẫn phải đối mặt ở đất nước chúng tôi là vô cùng quan trọng."

### Lady Gaga
Lady Gaga, là một người song tính, đã chiến đấu với tư cách là một nhà hoạt động vì quyền LGBT từ khi bắt đầu sự nghiệp của mình và có một lượng lớn người hâm mộ thuộc cộng đồng LGBT. Lady Gaga thường được coi là một trong những biểu tượng đồng tính lớn nhất. Cô đã đấu tranh chống lại những sự ám ảnh liên quan đến LGBT, chống lại sự bãi bỏ luật Don't Ask Don't Tell, đấu tranh vì sự bình đẳng trong hôn nhân, và để bảo vệ người chuyển giới.

## Các phản ứng

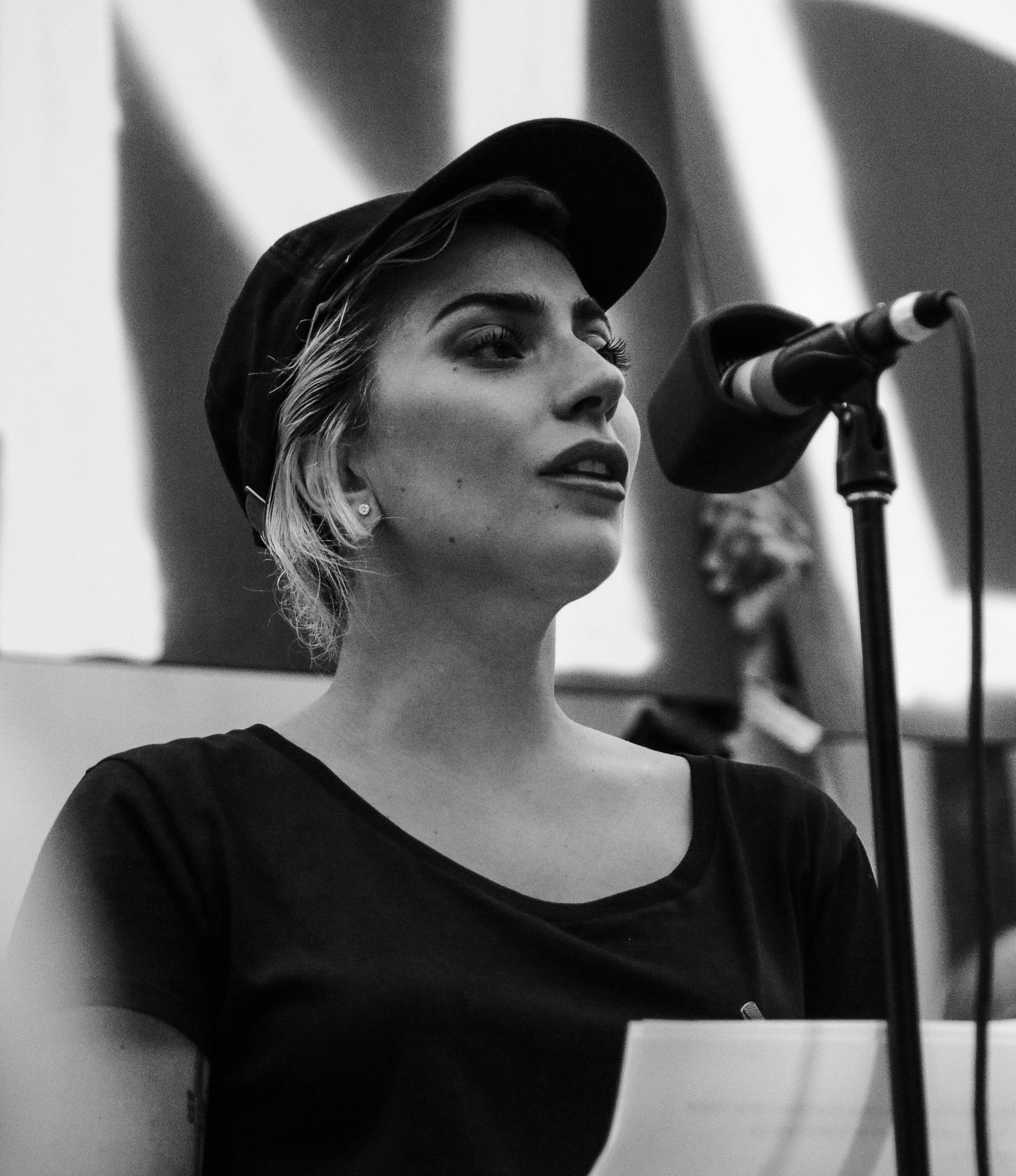
Lady Gaga tại buổi cầu nguyện cho các cuộc tấn công kì thị đồng tính lại Orlando vào năm 2016.

Nhiều người nổi tiếng đã phản ứng một cách tích cực khi được gọi là biểu tượng đồng tính, một số ca tụng sự trung thành của những người hâm mộ đồng tính. Eartha Kitt và Cher đã ghi nhận những người hâm mộ đồng tính của mình như là nguồn động lực giúp họ phấn đấu những khi nản chí.

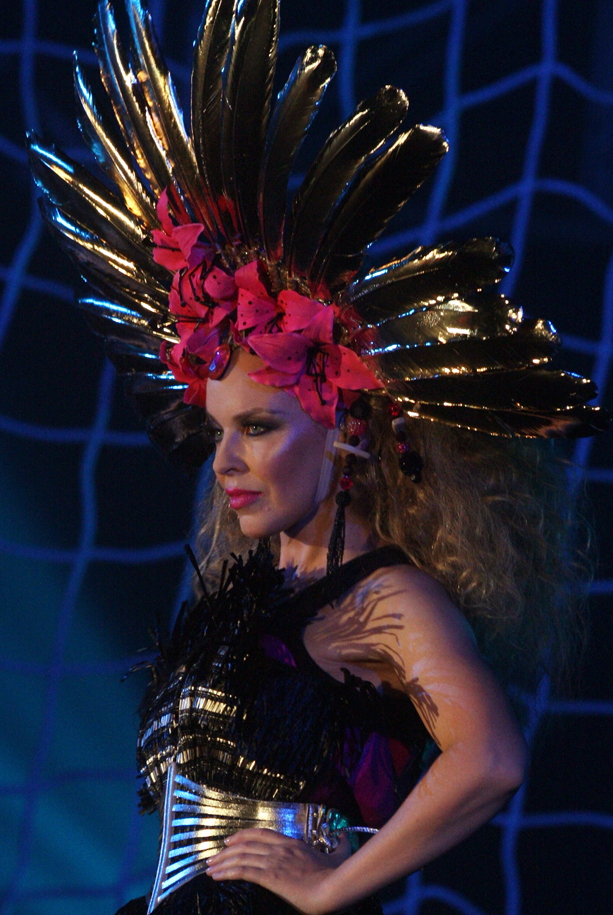
Kylie Minogue biểu diễn tại Sydney Gay and Lesbian Mardi Gras

Kylie Minogue cảm tạ cách mọi người coi cô là biểu tượng đồng tính và đã biểu diễn tại những sự kiện như Sydney Gay and Lesbian Mardi Gras. Khi được hỏi về tại sao lượng lớn người hâm mộ của cô là đồng tính, Minogue đã trả lời "Trước giờ với tôi vẫn không hề dễ dàng để đưa ra một câu trả lời dứt khoát vì tôi không sở hữu những người hâm mộ. Các khán giả đồng tính đã ở bên tôi từ vạch xuất phát… có thể nói họ đã nhận nuôi tôi." Cô cũng nói về sự khác biệt của cô với những biểu tượng đồng tính thường được coi là những hình tượng bi kịch khác, với bình luận rằng "Tôi có khá nhiều kiểu tóc và bộ đồ bi kịch để bù vào đó đó!"
Lady Gaga cảm tạ và ghi nhận những người đồng tính theo dõi cô vì đã khởi động và sau đó là ủng hộ sự nghiệp của cô cùng với một số ví dụ khác: "Khi tôi bắt đầu bước chân vào thị trường, những bạn gay đã truyền động lực cho tôi rất nhiều", và rằng "nhờ có cộng đồng đồng tính mà tôi có được ngày hôm nay". Để cảm ơn khán giả đồng tính đã cho phép cô biểu diễn album đầu tiên của mình trong các câu lạc bộ đồng tính trước khi được mời biểu diễn tại các câu lạc bộ dị tính, cô thường ra mắt album mới của mình tại các câu lạc bộ đồng tính. Trong sự nghiệp của mình, cô ấy cũng đề tặng chiến thắng của mình tại giải MuchMusic Video Award, cũng như video ca nhạc Alejandro của cô cho những người đồng tính, thường xuyên ca ngợi họ về tác động tích cực mà họ để lại tới cuộc sống của cô và thường dành một vị trí cho những đám đông đồng tính khác nhau trong các bài hát, buổi biểu diễn, video âm nhạc cũng như ảnh quảng bá cho dòng trang điểm của mình. Lady Gaga được biết đến với vai trò là một nhà hoạt động LGBT và đã tham dự nhiều sự kiện LGBT như các buổi Pride và ngày Stonewall.
Madonna đã ghi nhận và đón chào những người đồng tính theo dõi cô trong suốt sự nghiệp của mình, thậm chí còn đề cập đến cộng đồng người đồng tính trong các bài hát hoặc buổi biểu diễn của mình, và có biểu diễn tại một số câu lạc bộ đồng tính. Cô ấy đã tuyên bố trong các cuộc phỏng vấn rằng một số người bạn thân nhất của mình là người đồng tính và rằng cô ấy yêu mến những người đồng tính và tự coi mình là "biểu tượng đồng tính lớn nhất mọi thời đại." Cô cũng được trích lời trên các buổi phỏng vấn truyền hình vào những năm đầu thập niên 1990 tuyên bố rằng "vấn đề lớn ở Mỹ vào thời điểm đó là sự kỳ thị người đồng tính."
Geri Halliwell đã liên tục ghi nhận và chấp thuận địa vị của mình như một biểu tượng đồng tính trong suốt sự nghiệp của cô với cả tư cách là nghệ sĩ solo và thành viên của Spice Girls, mô tả một "mối quan hệ họ hàng" với cộng đồng đồng tính nam cũng như tình yêu và sự tôn trọng của cô dành cho những người hâm mộ LGBTQ của mình.

### Sách
- Gay Icons: The (Mostly) Female Entertainers Gay Men Love, Georges-Claude Guilbert (2018). ISBN 978-1-4766-7433-9
- The Culture of Queers, Richard Dyer (2002). ISBN 0-415-22376-8
- Frightening the Horses: Gay Icons of the Cinema, Eric Braun (2002). ISBN 1-903111-10-2
- 20th Century Icons-Gay, Graham Norton (2001). ISBN 1-899791-77-9
- Gay histories and cultures, George E. Haggerty (2000). ISBN 0-8153-1880-4